# 隠岐病院
隠岐広域連合立隠岐病院（おきこういきれんごうりつおきびょういん）は、島根県隠岐郡隠岐の島町にある医療機関。島根県並びに隠岐の島町、海士町、西ノ島町及び知夫村によって構成される隠岐広域連合が運営する病院である。隠岐諸島で最も大きな医療機関であり、災害拠点病院に指定されている。

## 沿革
この節の出典
- 1948年10月1日: 日本医療団隠岐診療所の譲渡を受け、西郷町外七村組合立隠岐病院として開設
- 1954年7月: 町村合併により、西郷町外四村組合立隠岐病院に名称変更
- 1959年8月14日: 病院移転新築
- 1960年12月: 島後町村組合立隠岐病院に名称変更
- 1976年11月21日: 新病院(当時)にて診療開始。
- 1999年9月1日: 隠岐広域連合へ移管され、隠岐広域連合立隠岐病院に名称変更
- 2012年5月1日: 新病院開院

## 診療科
- 内科
- 神経内科
- 整形外科
- 外科
- 精神科
- 耳鼻咽喉科
- 産婦人科
- 小児科
- 泌尿器科
- 歯科口腔外科
- 眼科
- 皮膚科（鳥取大学医学部附属病院からの派遣）
- 麻酔科

## 医療機関の指定等
- 保険医療機関
- 救急告示医療機関
- 労災保険指定医療機関
- 指定自立支援医療機関（更生医療・精神通院医療）
- 身体障害者福祉法指定医の配置されている医療機関
- 精神保健指定医の配置されている医療機関
- 生活保護法指定医療機関
- 結核指定医療機関
- 原子爆弾被害者医療指定医療機関
- 原子爆弾被害者一般疾病医療取扱医療機関
- 第二種感染症指定医療機関
- 災害拠点病院
- へき地医療拠点病院

## 周辺の施設
- 島根県立隠岐養護学校
- 隠岐広域連合消防本部